# Штальдер, Лара
Лара Штальдер (нем. Lara Stalder; род. 15 мая 1994, Люцерн) — швейцарская хоккейная нападающая, игрок сборной Швейцарии и «Цуга». Бронзовый призёр Олимпийских игр 2014 года.
Начала заниматься хоккеем в возрасте 5 лет, выступала за мужские юношеские команды «Люцерна» и «Зеевена». Отыграла несколько сезонов за клуб «Цюрих Лайонс». Помимо Швейцарии, выступала на клубном уровне за команду университета Миннесоты «Миннесота Дулут Булдогс» в лиге NCAA, а также шведские клубы «Линчёпинг» и «Брюнес». 
Брат Дарио (род. 1991) — также хоккеист.